# Відносини Туреччина — НАТО
18 лютого 1952 року Туреччина стала офіційним та повноправним членом НАТО. Це відбулося здебільшого за ініціативою тодішнього лідера Демократичної партії А. Медереса. Спочатку турецька спільнота неоднозначно віднеслася до подібного кроку з боку влади, проте згодом стало ясно, що вступ країни в НАТО відкрив для країни ряд перспектив та загалом підвищив її авторитет на світовій арені. Наразі це єдина мусульманська країна, що входить до складу альянсу.

Прапор Туреччини

## Передумови вступу Туреччини в НАТО
Під час Другої світової війни Туреччина зберігала нейтралітет. Це була одна з небагатьох країн, яка  під час війни змогла втримати свій рівень розвитку. В травні-червні країна підписала договір про дружню співпрацю з Англією та Францією у разі проявів агресії в районі Середземного моря. 18 червня 1941 був підписаний договір про ненапад з нацистською Німеччиною, а 25 червня Туреччина офіційно оголосила про свій нейтралітет. До цього країна регулярно постачала воюючим сторонам необхідні в ході війни ресурси. Лише 23 лютого 1945 року гітлерівській Німеччині була оголошена війна. Після перемоги СРСР та ліквідації нацистської держави політична карта світу стала активно змінюватися. На цивілізаційному просторі з’явилося дві протиборчі сили умовно їх можна означити як Капіталістичний світ (головні представники США, Англія) та Комуністичний світ (СРСР, КНР). Протистояння цих двох глобальних систем отримало назву «холодна війна». В цей період Туреччина опинилася в центрі уваги даних протидіючих сил.

## Політичний тиск з боку СРСР
Оговтавшись після бойових дій керівництво СРСР все частіше почало пред’являти претензії до територіальної цілісності Туреччини. На Потсдамській конференції держав-переможниць Молотов від особи Сталіна заявив, що доцільно було б Туреччині повернути Радянському Союзу території (а саме Карсу, Ардвін і Ардаган), які історично йому належать. Як відомо у 1921 році СРСР добровільно віддав ці території, на яких проживали вірмени та грузини. Загальний обсяг територій сягав 26 тис. кв. км. 
Народний комісаріат з іноземних питань СРСР підготував аналітичну довідку про «Радянсько-турецькі відносини». Таким чином керівництво СРСР стало вести активну пропаганду щодо повернення своїх етнічних земель.  Планувалося переселення 350-400 тис. вірмен із турецької території на територію Армянської СРР. На їх думку ця дипломатична акція мала привернути увагу Заходу та спровокувати добровільну відмову Туреччини від етнічних вірменських земель. Проте на Заході подібні плани СРСР почали сприйматися як спроби експансії задля поширення свого впливу на Середньому та Близькому Сході. Як результат починаючи з 1946 року різні уповноважені представники США (наприклад, Е. Вільсон, Д. Ачесон) наголошували, що неможна допускати розширення впливу СРСР в даному регіоні і, що Туреччині необхідно надавати цілісну допомогу по цьому питанню. В 1950 році президентом Туреччини став Д. Баяр. З того часу країна почала зближатися із Заходом, задля втримання потенційної радянської агресії [Архівовано 5 червня 2012 у Wayback Machine.].

## Корейська війна 1950-1953 рр.
25 червня 1950 року відбувся воєнний конфлікт між КНДР та Республікою Корея. Це зіткнення знаменувало собою переломний етап в історії «холодної війни» та мало всі шанси перерости у третю світову війну. Беручи до уваги ці обставини 27 червня того ж року Рада Безпеки ООН випустила резолюцію №83 в якій зазначалося про надання допомоги з боку держав-членів ООН, задля припинення «північнокорейської агресії». Не дивлячись на те, що більшість країн дали свою згоду, воєнну допомогу відправили лише 16 держав, серед них була і Туреччина. Тодішній лідер Демократичної партії А. Мендерес вважав, що відправка турецьких військ під прапором ООН буде розцінена Заходом та США як готовність Туреччини  до співпраці в обороні Близького та Середнього Сходу від комуністичної агресії, що відкриває для неї перспективи для вступу в НАТО [Архівовано 18 вересня 2014 у Wayback Machine.]. 

## Співпраця НАТО та Туреччини

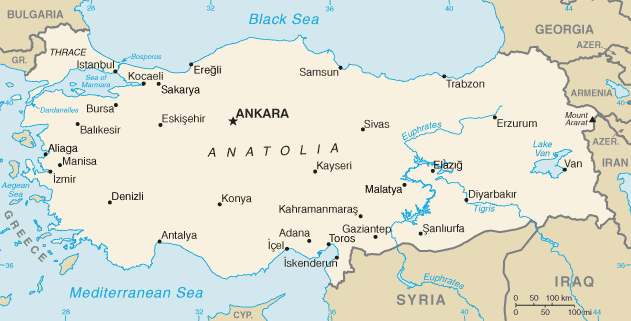

Туреччину часто вважають форпостом НАТО між Заходом та «гарячими точками» (до розпаду СРСР між Заходом та «комуністичною загрозою»), через те що вона межує з такими «неспокійними» регіонами як Сирія, Ірак, Іран та інші. Країна має важливе територіальне значення. Після корейської війни Туреччина брала участь ще в ряді воєнних місій НАТО: Сомалі (1993—1994 рр.), Боснія та Герцеговина (1993—1995 рр.), Албанія (1997 р.), Ліван (2006 р.). Після розпаду СРСР Туреччина, в рамках політики «відкритих дверей», стала своєрідним контактним пунктом НАТО для країн Центральної Азії та Кавказу колишніх СР. Таким чином держава проводила (й проводить досі) активну політику розширення альянсу. Також Туреччина є учасником «середземноморського діалогу» акції, створеної НАТО задля врегулювання ситуації в даному регіоні. На території її проводяться різноманітні навчання та підготовка учасників «діалогу». Підрозділи Туреччини знаходяться в Афганістані в складі Міжнародних сил сприяння безпеки. Туреччина є однією з п'яти країн-членів НАТО (Бельгія, Німеччина, Італія, Нідерланди) на території якої знаходяться ядерні боєприпаси НАТО. 70 тактичних ядерних бомб США В61-12, зосереджені на воєнному складі ВВС Туреччина Інджирлік неподалік Сирійського кордону. Від 10 до 20 бомб призначенні для використання турецькими військово-повітряними силами. Для цього була створена 142-а ескадрилья винищувачів-бомбардувальників з літаками F-16A/B. Інші 50 бомб входять в розпорядження США. В рамках численних домовленостей країни з США на території Туреччини було побудовано понад 60 різноманітних воєнних об'єктів[джерело?].

## «Кіпрське питання»
Відносини НАТО та Туреччини не завжди були однозначними. В 1974 році до влади на Кіпрі в результаті державного перевороту прийшла радикальна партія. Туреччина сприйняла цей інцидент як ймовірну подальшу етнічну чистку турків, що проживають на території Кіпру (турецька сторона давала показники їхньої кількості понад 30%, кіпрська ж сторона суперечила цій цифрі й налічувала всього 18% проживаючих). Того ж року на території Кіпру висаджуються турецькі війська та займають близько 38% території країни, проводячи тим самим кіпрсько-турецький кордон по так званій «лінії Аттіли». З того часу та по сей день Кіпр умовно поділений на грецьку та турецьку частини. В знак протесту пасивного відношення НАТО до вторгнення Туреччини на Кіпр, Греція виходить з цього блоку. Лінія, що розділяє острів на дві частини наразі охороняється військами ООН. У 1983 році турки захопили 40% території Кіпру, й таким чином була оголошена незалежна Турецька Республіка Північного Кіпру  під патронатом тієї ж Туреччини. Рада Безпеки ООН 18 листопада 1983 року випустила резолюцію № 541, в якій зазначалося, що новостворена республіка є незаконною і, що турецькі війська мають покинути Кіпр. «Кіпрське питання» і до нині є невирішеним. Це одна із найгостріших проблем в відносинах між Туреччиною та ЄС.

## Зближення Туреччини з Китаєм
Прем’єр-міністр Китаю Вень Цзябао 8-9 жовтня 2010 року прибув з офіційним візитом в Анкару. Під час переговорів обидві сторони наголосили про дружню співпрацю та підтримку щодо збереження миру і зупинення проявів радикалізму чи тероризму усіма можливими способами. У відповідь міністр іноземних справ Туреччини А. Давутоглу з 29 жовтня по 2 листопада знаходився з офіційним візитом в Китаї. Разом із міністром іноземних справ Китаю Янг Цзечі обговорювався стратегічний план спільних дій двох держав. У тому ж 2010 році відбулися перші спільні навчання ВПС Туреччини та Китаю в турецькому місті Кон’я. До цього спільні навчання проводилися разом із США та Ізраїлем, вони отримали назву «Анатолійський орел» та були відкриті цими трьома державами у 2001 році. Вперше за десять років Туреччина не запросила ВПС ні США ні Ізраїлю, цей факт занепокоїв обидві країни. Зближення Туреччини як в економічному так і в воєнному плані з комуністичним Китаєм тривожить представників НАТО через те, що КНР є прямим конкурентом США, а отже і НАТО. В 2012 році прем’єр-міністр Туреччини Реджеп Таїп Ердоган на зустрічі з китайськими бізнесменами запропонував створити так званий «Залізничний Шовковий шлях». Дана магістраль могла б з’єднати Китай та Туреччину, а отже може мати високий економічний потенціал. З описаного вище можна зробити висновок, що і на сьогоднішній день керівництво країни дотримується відомого вислову «батька всіх турків» Аттатюрка: «Туреччина понад усе».

## Турецько-Сирійський конфлікт
3 жовтня 2012 року турецькі війська відкрили вогонь по сирійським територіям у відповідь на інцидент, який стався незадовго до цього, а саме падіння сирійських снарядів, які влучили в житловий будинок, в результаті чого 5 людей загинули, 9 було поранено. Відразу після обстрілу у відповідь керівництво Туреччини надало клопотання про негайне зібрання ради НАТО. В результаті в ніч на 4 жовтня представники НАТО повністю підтримали країну та поклали всю відповідальність за конфлікт на Сирію. 

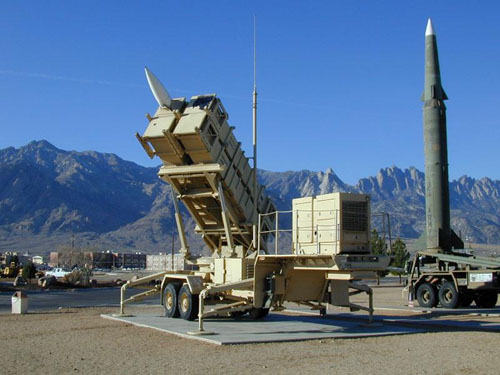
Системи ППО "Patriot"

19 жовтня 2012 року керівництво Туреччини звернулось з проханням до НАТО надати додаткові системи протиповітряної оборони Patriot для укріплення свого кордону із Сирією. Керівництво НАТО погодилося й 4 грудня 2012 року були відправлені дві такі системи від США, дві від Нідерландів, та дві від Німеччини. 6 травня 2013 року на своєму черговому засіданні представники НАТО однозначно заявили, що готові підтримати та захистити Туреччину від подальшої агресії з боку Сирії.

## Майбутні перспективи для Туреччини в НАТО
Останнім часом керівництво Туреччини все частіше стало зближуватися із КНР та РФ. Тодішній прем’єр-міністр Туреччини Ердоган (наразі він займає пост президента) відвідував із офіційними візитами не лише Китай, а й Росію, там він запропонував приєднати Туреччину до ШОС. Подібні кроки ряд експертів (наприклад, відомий знавець Туреччини в США Філліп Гордон і його праця «Виграти Туреччину») вважають, що причина таких кроків криється у гальмуванні процесу вступу Туреччини до ЄС. Існує також ймовірна загроза виходу країни з НАТО через ці причини. НАТО не може допустити подібного, бо ж Туреччина є економічно сильною країною, а також як наголошувалося вище вона має вкрай важливу стратегічну позицію. Боротьба за зони впливу в Туреччині не припиняється й досі.  

## Туреччина та Україна
В 2000 році керівництво Туреччини оголосило світовий тендер на вироблення танків, які їй необхідні для проведення миротворчих акцій в провінції Курдистан, вартість проекту оцінювалася більше ніж в 7 млрд. доларів. Німеччина запропонувала туркам свої танки моделі Leopard-2А6, Франція представила свої Leclerk, США рекомендували свої моделі М1А2 Abrams, Україна підготувала, випробувані на харківському заводі імені Малишева, танки Т-84-120 «Ятаган». Фаворитами у 2003-2004 рр. стали танки США та України. Проте проект був призупинений. Починаючи з 2006 року Туреччина знову оголосила про даний тендер. США вже не проявляє особливої активності по продажі своїх Abrams, це дає змогу Україні підписати з Туреччиною договір про ліцензійний випуск серій вітчизняних танків «Ятаган», що  в свою чергу відкриває доступ державі на масштабний ринок збуту НАТО.